# George Friedman
George Friedman (* 1. února 1949 Budapešť, Maďarsko) je americký zpravodajský expert a odborník na národní bezpečnost. Roku 1996 založil americkou soukromou konzultační zpravodajskou agenturu Stratfor (Strategic forecasting), jíž šéfuje. Vydal sám nebo se spoluautory několik knih, které se staly bestsellery.